# Scoparia pyraustoides
Scoparia pyraustoides là một loài bướm đêm trong họ Crambidae.